# Спредњача
Спредњача (за ручно ватрено оружје) или спредњак (за топове, енгл. Muzzleloader), војни термин за ватрено оружје које се пуни спреда, кроз уста цеви. Овај термин односи се на мускете, пушке, пиштоље и топове. До средине 19. века сво ватрено оружје било је овог типа, када је постепено замењено острагушама.

## Ручно ватрено оружје

### Пушке
Прве аркебузе (15. век) и мускете фитиљаче (16. век) пуњене су расутим барутом из рога и округлим куршумом кроз уста цеви, а брзина гађања била је мала - један метак за 1-2 минута. Мускете кремењаче (17-19. век) повећале су брзину гађања увођењем папирног фишека - унапред одмереног барутног пуњења са куршумом умотаним у хартију - на 1-2 метка у минуту. Пушке каписларе, конструисане средином 19. века, имале су брзину гађања од 2-3 метка у минуту. Од средине 19. века постепено су их замениле ефикасније спорометне острагуше (Драјзе модел 1841 и Шаспо модел 1867), са сједињеним метком и брзином гађања од 5-9 метака у минуту.

### Пиштољи
Први пиштољи, као ручно ватрено оружје без кундака, којим се гађа једном руком, били су пиштољи колашице, који су се појавили почетком 16. века. У 17. веку заменили су их јефтинији и поузданији пиштољи са табаном на кремен (кубуре), који су остали у употреби све до средине 19. века (у Србији до после Тимочке буне 1883. године), када су их заменили позданији пиштољи капислари. Први револвери капислари (Колт Патерсон, Колт Вокер, Колт Морнарички, Адамс) који су ушли у масовну производњу од 1836. такође су пуњени спреда. Први пиштољи острагани у масовној производњи били су револвери Смит и Весон модел 1, произведени 1857. године, али су револвери капислари остали у масовној употреби све до после 1870, када су их постепено заменили револвери острагани (Гасер, Колт Миротворац) и полуаутоматски пиштољи (Шенбергер М1892, Борхарт М1893).

## Артиљерија
Сво рано артиљеријско оруђе од 14. до средине 19. века пунило се спреда. Топови острагани немачке производње (Крупови) ушли су у масовну употребу тек после 1870. године.